# Herbert C. Brown
Herbert Charles Brown, ursprungligen Herbert Brovarnik, född 22 maj 1912 i London, död 19 december 2004 i Lafayette, Indiana, var en amerikansk kemist. Han tilldelades, tillsammans med Georg Wittig, Nobelpriset i kemi 1979, med motiveringen "för deras utveckling av borföreningar respektive fosforföreningar till viktiga reagens inom organisk syntes".
Brown är mannen bakom hydroborering, en viktig reaktion inom organisk kemi.